# Cesi
Cesi is een plaats (frazione) in de Italiaanse gemeente Terni. Het dorp ligt op een helling van de Torre Maggiore.
Buiten het dorp zijn restanten van muren en graven zichtbaar uit waarschijnlijk de 6e eeuw v.Chr. en mogelijk gebouwd door Umbriërs. In de 12e eeuw is op deze locatie het kerkje Sant' Erasmo gebouwd.
De naam Cesi is afkomstig van het Latijnse woord 'caesa', dat verwijst naar een ontboste locatie.
In de middeleeuwen was Cesi een leengoed van de Arnolfi. Deze familie claimde de nazaten te zijn van de Longobardische Arnulf, die zich in de regio had gevestigd. De naam Cesi werd gedragen door de hertogen van Acquasparta.
Van 10 tot 14 juli 1849 verbleef Garibaldi in Cesi. Zijn Romeinse Republiek was kort daarvoor gevallen en hij was op de terugtocht vanuit Rome.

## Bezienswaardigheden
- Kerk van Sant'Erasmo (12e eeuw), met een astronomisch observatorium.
- Kerk van S. Michele Arcangelo (1080).
- Kerk van S. Andrea (1160).
- Middeleeuwse verdedigingsmuren en torens.
- Umbrische ruïnes.